# Bits & Pieces
Bits & Pieces från 1980 är ett musikalbum med trombonisten Eje Thelin. Albumet återutgavs på cd 1999.

## Låtlista
Alla låtarna är skrivna av Eje Thelin.
1. Gloomy – 8:04
2. Islands – 2:16
3. Castor & Pollux – 7:08
4. Any Night – 5:43
5. Carneval – 9:24
6. My Grain Attack – 2:15

## Medverkande
- Eje Thelin – trombon
- Håkan Broström – altsax (spår 5)
- Gustavo Bergalli – trumpet (spår 1, 5)
- Ulf Andersson  – flöjter (spår 1, 5)
- Harald Svensson – piano (spår 1, 3, 5)
- Arne Löthman – gitarr (spår 3, 5)
- Steve Dobrogosz – piano (spår 3–5)
- Bronislaw Suchanek – bas (spår 1, 3–5)
- Henrik Wartel – trummor (spår 1, 3, 5)
- Malando Gassama – slagverk (spår 3, 5)